# Foro (técnica de comunicación)
El foro es una técnica de comunicación oral, en un lugar físico o virtual a través de Internet, que se emplea para reunirse, intercambiar ideas o discutir con alguien sobre diversos temas de interés común siendo el foro asíncrono.
Pueden clasificarse en foros públicos, foros privados y foros protegidos. Lo importante de participar en ellos es que se pueden escuchar las diferentes perspectivas de varias personas y así lograr conocer más del punto de vista de la otra persona.
Su función principal es permitir a un grupo de personas comunicarse entre ellas, hablar sobre lo que les interesen o que quieran conocer. Ya que de la misma forma, permite averiguar la evolución de las opiniones sobre una temática a lo largo del tiempo. 
La gran mayoría de las conversaciones quedan guardadas, las pasadas, presentes y futuras.

## Características
Hay diferentes tipos de foros disponibles: Discusión, Pregunta (Q&A), ambos Q&A y discusión.
Para uso general. Es un foro abierto donde cualquiera puede empezar un nuevo tema de debate cuando quiera y todos pueden calificar los mensajes.
Cada persona plantea un tema. En este foro cada persona puede plantear UN SOLO tema de debate. Todos pueden responder a cualquier tema.
Debate único. Es un intercambio de ideas sobre un solo tema, todo en una página. Útil para debates cortos y muy concretos.
De Preguntas y Respuestas. Solamente el profesor puede poner una pregunta, que será el inicio de una discusión. Los estudiantes pueden responder con una respuesta, pero no ven las respuestas de los otros estudiantes.
Todos los mensajes llevan adjunta la foto del autor.
Las discusiones pueden verse anidadas, por rama, o presentar los mensajes más antiguos o los más nuevos primero.
El profesor solo hace que cada persona elija a qué foros suscribirse de manera que se le envíe una copia de los mensajes por correo electrónico.
```
(visibles o separados).
```

Podemos activar un canal RSS y el número de artículos a incluir.
Permite búsquedas y su opción avanzada nos ofrece opciones parecidas a las de Google.
Permite el seguimiento de Mensajes leídos/no leídos en los foros con resaltado que permite ver todos los mensajes nuevos rápidamente y controlar cómo son mostrados (por foro, por usuario o por sitio).

## Participantes del foro
- Moderador: Es quien determina el tiempo de la reunión, además presenta a los participantes y expositores, explica con precisión el asunto que se va a discutir y los objetivos generales. Es necesario que el moderador realice un seguimiento continuo mientras se desarrolla el foro y para ello debe:
  - Explicar las normas previstas para la participación.
  - Velar por el cumplimiento de las normas y mantener la coherencia temática, es decir, la sucesión de mensajes que se refieren a un mismo asunto.
- El secretario: Es quien observa y anota ordenadamente a los participantes que solicitan la palabra.
- Los participantes: Son aquellos que intervienen dando su opinión sobre el tema o problema, realizando o respondiendo preguntas.
- Expositores: Son aquellos que responden ante las preguntas de los participantes.

## Organización
- El moderador inicia el foro, explicando con precisión sobre cuál es el tema para discutir.
- Se señalan las reglas del foro.
- El moderador hace una síntesis de las opiniones expuestas y extrae las posibles conclusiones.

### Planificación del foro
- Anuncia el tema u objetivo antes de pasar a los demás puntos.
- Presentación de los panelistas.
- Determinar el tiempo de la discusión y de la realización de preguntas.
- Al iniciar la discusión se presentan cada uno de los panelistas indicando sus datos.
- Debe tener una conclusión respecto al tema determinado.

### Moderador
Todas las discusiones en el foro son responsabilidad de sus autores y del administrador de la publicación, es decir, el editor del sitio que aloja al foro. En consecuencia, para asegurarse de que se sigan los términos y reglas de uso, y para cumplir con los requerimientos legales, los sitios que tienen foros de discusión suelen implementar un sistema de moderación, es decir, una combinación de esfuerzos humanos y herramientas técnicas que permiten a ciertas personas supervisar y eliminar mensajes que no respeten las reglas o que puedan causar problemas legales. Las personas que se encargan de esta tarea se denominan moderadores.
El moderador es una parte esencial en un foro. Sus funciones más destacadas son: 
1. Anunciar el tema, hecho, problema o actividad que se va a discutir o analizar y lo ubica dentro del proceso.
2. Describe la actividad que se va a realizar, da las instrucciones sobre las normas que regulan la participación de los asistentes.
3. Aplica la normativa a los expocitores principales.
4. Solicita la salida de la persona que interfiere en el desarrollo.
5. Mantiene el orden dentro de los temas eliminando aquellos que no son de interés general o elimina respuestas fuera de órbita.
6. Cierra el foro una vez que se resolvió el problema, tema, hecho o actividad discernida cuando los usuarios se han desviado del tema.

Existen dos clases de moderación: la premoderación, el moderador debe aprobar los mensajes que se van a publicar antes de aparecer en línea; y la postmoderación, los mensajes que se ponen se publican automáticamente (aparecen en línea). El sitio se reserva el derecho de eliminar estos mensajes luego de su publicación.

### Clasificación del foro
- Foro (Internet)
- Foro protegido (o privado): Este es inalterable para usuarios no registrados. Es decir, si alguien quiere enviar mensajes o comentar, primero debe registrarse.
- Foro público: El foro público es aquel donde todos pueden participar sin tener que registrarse. Todos pueden leer y enviar mensajes.

Foro permanente: Es el que se establece sin límite para tratar un tema.